# جوهر أحمد
جوهر أحمد (مواليد 1 مايو 1994-)، لاعب كرة قدم إماراتي يجيد اللعب في الهجوم.
لعب سابقاً في أندية الخليج و الظفرة و دبا الفجيرة و العروبة و الإمارات و خورفكان و حتا و دبا الحصن والتعاون.
و هو شقيق اللاعب عمر أحمد .

## روابط خارجية
- جوهر أحمد على موقع Soccerway.com (الإنجليزية)